# 1180년대
1180년대는 1180년부터 1189년까지를 가리킨다.